# Mecistocephalus parvidentatus
Mecistocephalus parvidentatus är en mångfotingart som beskrevs av Karl Wilhelm Verhoeff 1939. Mecistocephalus parvidentatus ingår i släktet Mecistocephalus och familjen storhuvudjordkrypare. Inga underarter finns listade i Catalogue of Life.